# Action Directe (Kletterroute)

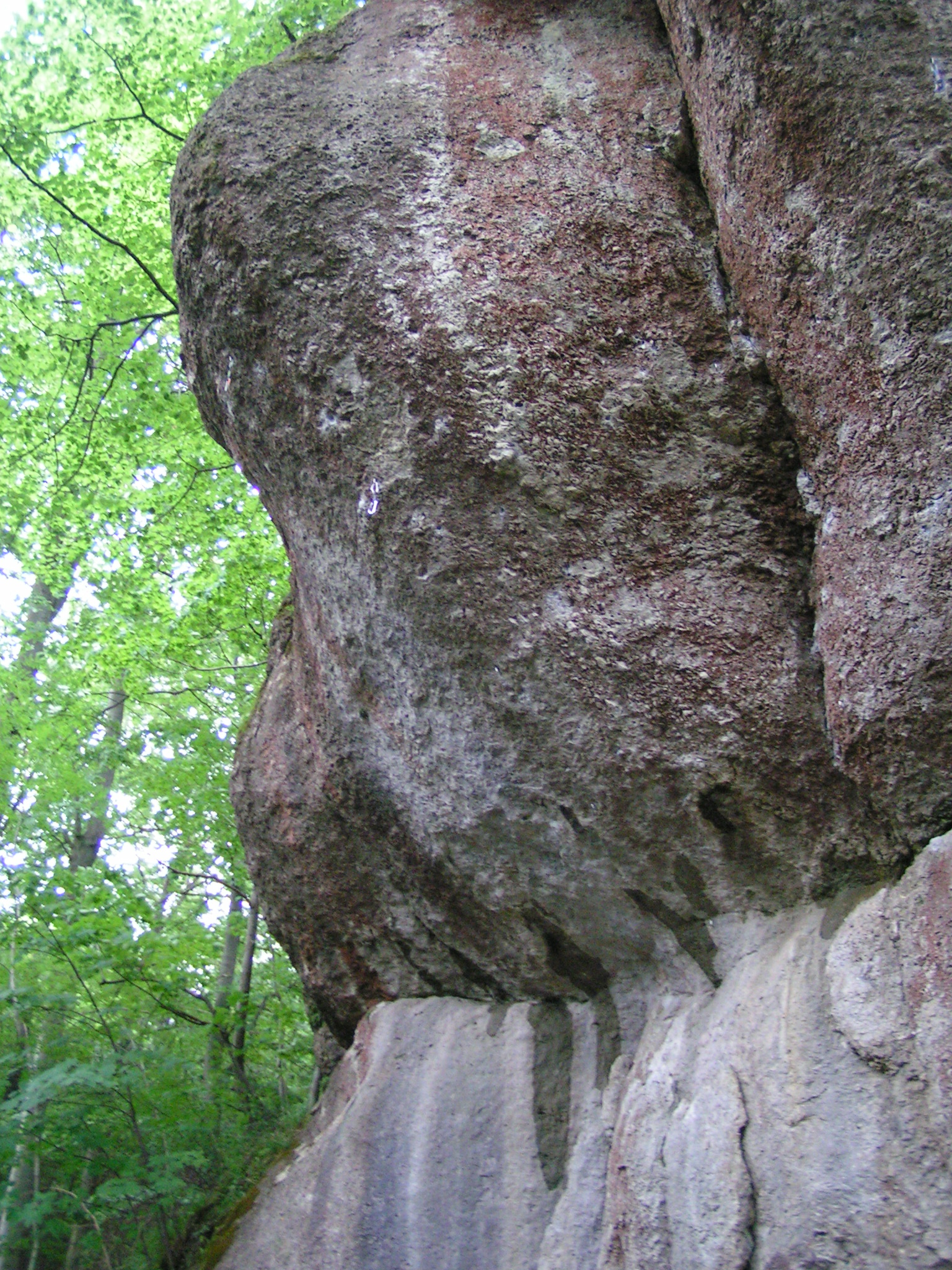
Blick auf die Action Directe am Waldkopf. Gut zu sehen sind die für das Frankenjura typischen nassen Streifen am Ansatz des Überhangs.

Die Action Directe ist eine Kletterroute am Waldkopf im Krottenseer Forst im Klettergebiet Nördlicher Frankenjura. Sie wurde am 14. September 1991 von Wolfgang Güllich erstbegangen und gilt weltweit als die erste Kletterroute im UIAA-Schwierigkeitsgrad XI. Nach Meinung einiger Wiederholer allerdings ist die etwas ältere Route Hubble von Ben Moon die erste dieser Schwierigkeit gewesen. Alexander Megos, welcher beide Routen kennt, stufte Hubble als leichter ein.
Für Güllich war Action Directe nach Jahren im Expeditionsbergsteigen die Rückkehr zu den schweren Kletterproblemen. Die Route wurde von Milan Sykora eingebohrt. Da viele der weltbesten Kletterer an ihr scheiterten, gilt sie heute als Maßstab für den französischen Schwierigkeitsgrad 9a (UIAA XI). Die Route ist etwa 15 Meter lang und besteht aus 11 bzw. 12 schweren Zügen, die mit einem charakteristischen Sprung aus einem Einfingerloch in ein scharfes Zweifingerloch beginnen.
Der Name nimmt Bezug auf die französische Terrorgruppe Action directe, womit auf die „Anschläge“ auf die Finger, vor allem auf Sehnen und Ringbänder, beim Klettern der Route angespielt wird; zudem verweist der Name auf die direkte Linie am Fels. Wolfgang Güllich nutzte ab 1988 das Campusboard, um für die besonderen Anforderungen dieser Route zu trainieren. Auch die frühen Wiederholer mussten für die Route speziell trainieren, weil sie „eine ganz neue Art kontaktlosen Kletterns“ war, wie es Alexander Adler nannte.
Im Mai 2016 kamen zehn der damals 18 Wiederholer anlässlich des 25. Jubiläums der Erstbegehung in Auerbach zusammen und tauschten ihre Erfahrungen aus: Alexander Megos berichtete, dass Alexander Adler der einzige gewesen sei, der die Route exakt in denselben Griffen wie Güllich geklettert hätte, alle anderen hätten auch Griffe links oder rechts genutzt. Markus Bock und Felix Knaub berichteten, der Klettersport und das Training hätten solche Fortschritte gemacht, dass (für Spitzenkletterer) kein vorbereitendes Training mehr erforderlich sei, sondern „das Training in der Route“ genügt habe.
Alexander Megos ist bisher der einzige Kletterer, der die Route vom ersten Ausbouldern bis hin zum erfolgreichen Durchstieg innerhalb eines Tages meistern konnte sowie bereits mehrfach durchstiegen hat. Im April 2020 gelang es Mélissa Le Nevé als erster Frau die Route zu klettern.

## Begehungen

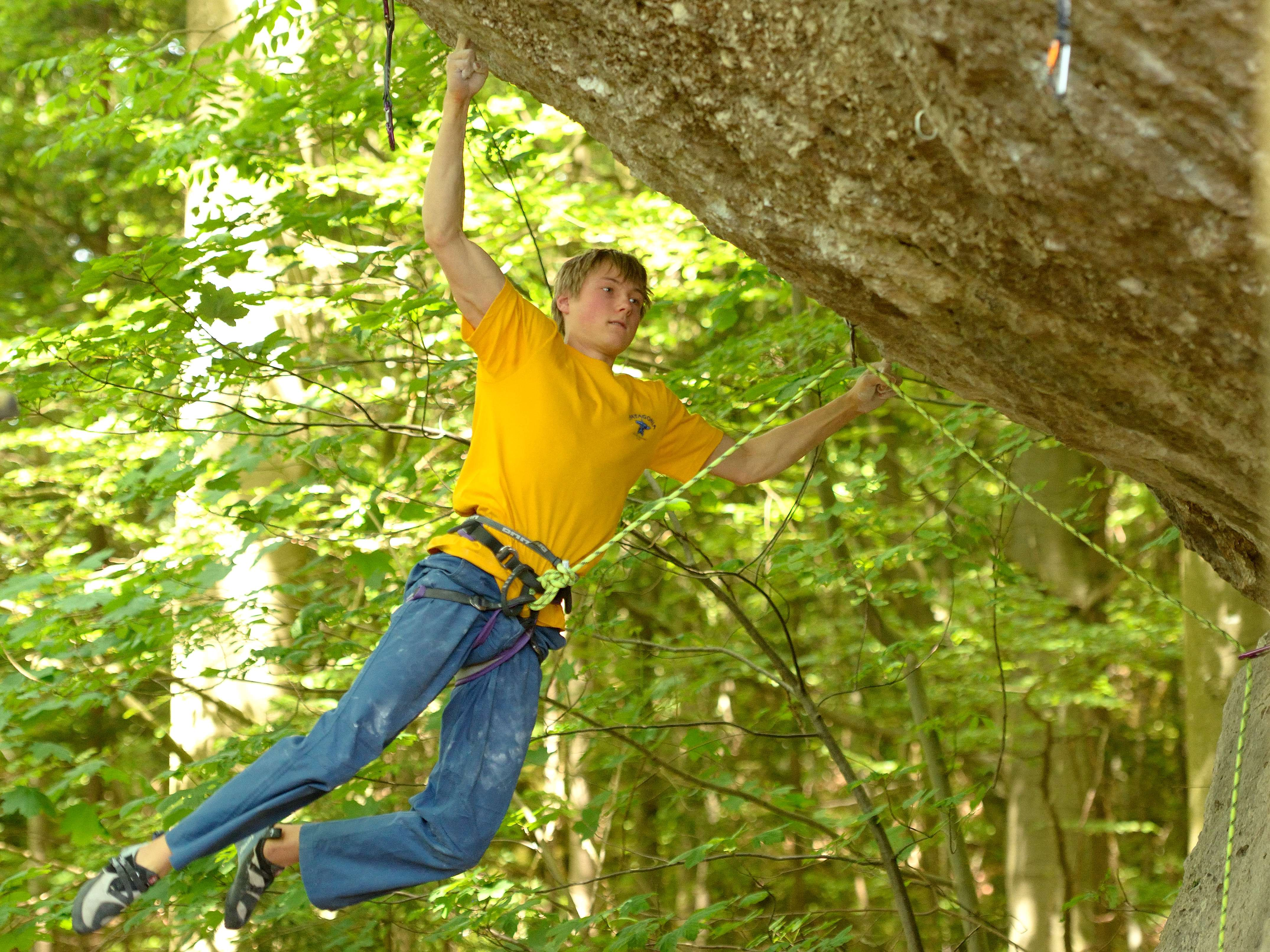
Alexander Megos in der Route

Die Route ist seit ihrer Erstbegehung am 14. September 1991 32 Mal (Stand: 2025) wiederholt worden, davon nur drei Wiederholungen in den ersten zehn Jahren. Dazu kommen noch zwei umstrittene Begehungen, welche nicht hinreichend bewiesen werden konnten.
1. 1991 – Wolfgang Güllich, Deutschland
2. 1995 – Alexander Adler, Deutschland[8]
3. 2000 – Iker Pou, Spanien[9]
4. 2001 – Dave Graham, USA[10]
5. 2003 – Christian Bindhammer, Deutschland[11]
6. 2005 – Dai Koyamada, Japan[12]
7. 2005 – Markus Bock, Deutschland[13]
8. 2006 – Kilian Fischhuber, Österreich[14]
9. 2008 – Adam Ondra, Tschechien[15]
10. 2008 – Patxi Usobiaga Lakunza, Spanien[16][17]
11. 2010 – Gabriele Moroni, Italien[18]
12. 2010 – Jan Hojer, Deutschland[19]
13. 2010 – Adam Pustelnik, Polen[20]
14. 2011 – Felix Knaub, Deutschland[21]
15. 2012 – Rustam Gelmanov, Russland[22]
16. 2014 – Alexander Megos, Deutschland[23]
17. 2015 – Felix Neumärker, Deutschland[24]
18. 2015 – Julius Westphal, Deutschland[25]
19. 2016 – Stefano Carnati, Italien[26]
20. 2016 – David Firnenburg, Deutschland[27]
21. 2017 – Stephan Vogt, Deutschland[28]
22. 2017 – Simon Lorenzi, Belgien[29]
23. 2018 – Stefan Scarperi, Italien[30]
24. 2019 – Adrian Chmiała, Polen[31]
25. 2020 – Mélissa Le Nevé, Frankreich[7]
26. 2021 – Phillip Gaßner, Deutschland[32]
27. 2022 – Buster Martin, Großbritannien[33]
28. 2022 – Marco Zanone, Italien[34]
29. 2023 – Moritz Welt, Deutschland[35]
30. 2023 – Stefano Ghisolfi, Italien[36]
31. 2023 – Dylan Chuat, Frankreich[37]
32. 2024 – Michał Korban, Polen[38]
33. 2025 – Lukas Mokrolusky, Tschechien[39]

## Umstrittene bzw. nicht belegte Begehungen
- 2005 – Richard Simpson, Großbritannien[40][41]
- 2018 – Said Belhaj, Schweden[42][43]